# Shake That
«Shake That» — сингл американского рэпера Эминема при участии рэпера Nate Dogg, сингл вошёл в сборник Curtain Call: The Hits (2005), также в сборнике присутствует сингл "When I'm Gone".

## Песня
Песня записана вместе с Nate Dogg, для него это была шестая и последняя запись вместе с Эминемом, также он появился в песне "Bitch Please II" из альбома The Marshall Mathers LP, "Till I Collapse" из альбома The Eminem Show и песне "Never Enough" из альбома Encore, также сотрудничал с Xzibit в записи песни "Say My Name" из альбома Man vs. Machine и c Lloyd Banks' "Warrior Part 2" с альбома The Hunger for More. Также сингл является первым из всех выше перечисленных песен, в котором Nate Dogg исполнил рэп-соло, в то время как его вклад в других работах ограничивался лишь припевом и вступлением в песню. В отличие от многих синглов от каждого из альбомов Эминема, таких как: The Way I Am, "Cleanin' Out My Closet" и "Like Toy Soldiers", которые обычно намного темнее и более суровы, чем их предшественник. "Shake That" представляет собой отход от серьёзного тона в стиле Эминема — "When I'm Gone", песня представляет гораздо более "игривую" атмосферу. Песня рассказывает о том, как Эминем и Nate Dogg читают рэп о соблазнении женщин на секс в автомобиле и на секс в стриптиз-клубе. Клип анимирован и следует контексту песни. Сингл был выпущен в начале 2006 года в Соединённых Штатах. Сингл стал большим хитом, достигнув позиции #6. В Великобритании песня была выпущена в апреле 2006 года, сумев достигнуть 28 строчки в UK Download Chart.

### Ремикс
Ремикс-версия песни с Nate Dogg, Obie Trice и Bobby Creekwater появляется на сборнике Eminem Presents: The Re-Up (2006). Эминем читает рэп в ремиксе, но, тем не менее, у него осталось рэп-вступление к песне.

## Критика
Allmusic написал смешанное мнение: "Песня про секс, которая нашла звучание для Slim Shady, как будто он дрейфует вдоль своей собственной орбиты. "Shake That" — это песня, в которой Nate Dogg нелепо исполняет припев". Pitchfork считает, что эта песня является ещё одной "маленькой версией песен Эминема, от которых я уже "критически" обмочился". IGN назвал сингл "мощным двигателем" и написал положительный отзыв: "Эм снова подал заявку на большую добычу, и снова подал надежды на поднятие своей репутации в производстве хороших песен. Это всё ещё довольно простой номер-перетасовка, но это качели с чувством оптимистического минимализма, которые, чувствую, скоро раскачаются, и Эм показывает свои фирменные тёмные дела в более светлом месте". Sputnik Music не был удовлетворён песней: "Shake That с Nate Dogg является квинтэссенцией клуба разврата и похоти". Rolling Stone называет эту песню так: "Nate Dogg — человек, тратящий впустую своё время".
Сингл был номинирован на "Best Rap/Sung Collaboration" на 49th Annual Grammy Awards, но проиграл песне Justin Timberlake и T.I. — "My Love". Песне был присвоен статус золотого в Швеции и платины в Дании.

## Список композиций
Цифровая запись
| №  | Название                                                      | Автор(ы)                                | Продюсеры                                   | Длительность |
| -- | ------------------------------------------------------------- | --------------------------------------- | ------------------------------------------- | ------------ |
| 1. | «Shake That» (feat. Nate Dogg) (radio edit)                   | L. Resto, M. Mathers, N. Hale & S. King | Eminem, additional production by Luis Resto | 3:54         |
| 2. | «Shake That» (feat. Nate Dogg) (music video — edited version) | L. Resto, M. Mathers, N. Hale & S. King | Eminem, additional production by Luis Resto | 3:54         |

Рекламные CD сингл
| №  | Название                                       | Автор(ы)                                | Продюсеры                                   | Длительность |
| -- | ---------------------------------------------- | --------------------------------------- | ------------------------------------------- | ------------ |
| 1. | «Shake That» (feat. Nate Dogg) (radio edit)    | L. Resto, M. Mathers, N. Hale & S. King | Eminem, additional production by Luis Resto | 3:54         |
| 2. | «Shake That» (feat. Nate Dogg) (album version) | L. Resto, M. Mathers, N. Hale & S. King | Eminem, additional production by Luis Resto | 5:35         |
| 3. | «Shake That» (feat. Nate Dogg) (instrumental)  | L. Resto, M. Mathers, N. Hale & S. King | Eminem, additional production by Luis Resto | 4:36         |

Виниловая пластинка
| №  | Название                                       | Автор(ы)                                | Продюсеры                                   | Длительность |
| -- | ---------------------------------------------- | --------------------------------------- | ------------------------------------------- | ------------ |
| 1. | «Shake That» (feat. Nate Dogg) (radio edit)    | L. Resto, M. Mathers, N. Hale & S. King | Eminem, additional production by Luis Resto | 3:54         |
| 2. | «Shake That» (feat. Nate Dogg) (album version) | L. Resto, M. Mathers, N. Hale & S. King | Eminem, additional production by Luis Resto | 5:35         |
| 3. | «Shake That» (feat. Nate Dogg) (instrumental)  | L. Resto, M. Mathers, N. Hale & S. King | Eminem, additional production by Luis Resto | 4:36         |
| 4. | «Shake That» (feat. Nate Dogg) (acapella)      | L. Resto, M. Mathers, N. Hale & S. King | Eminem, additional production by Luis Resto | 4:06         |